# Macromedia
Macromedia – amerykańskie przedsiębiorstwo programistyczne z siedzibą w San Francisco, tworząca oprogramowanie do tworzenia grafiki i budowy witryn internetowych.
Firma powstała w 1992 roku, z połączenia Authorware, Inc. (twórców pakietu Authorware) i MacroMind-Paracomp (producenta Macromind Director). W 1999 roku Macromedia zakupiła przedsiębiorstwo Allaire i jego biznesowe oprogramowanie sieciowe, w tym edytor HomeSite. W 2003 zakupiono eHelp Corporation, produkującą oprogramowanie do tworzenia systemów pomocy, jak RoboHelp, RoboDemo (obecnie Captivate) i RoboInfo.
W kwietniu 2005 roku przedsiębiorstwo Macromedia zostało wykupione przez Adobe.